# グッドニューズバイブル

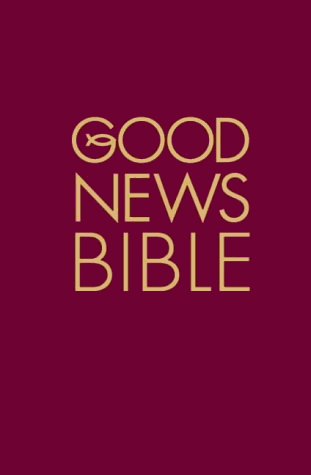
『グッドニューズバイブル』の表紙

『グッドニューズバイブル』（英語: Good News Bible、略称：GNB）は『今日の英語版』（Today' English Version、略称：TEV）とも呼ばれ、1966年に新約聖書が、1976年に旧約聖書が、1979年には外典がアメリカ聖書協会で翻訳・編集された英語訳聖書である。後にメートル法に添ったなどの編集を経た英語版がイギリスでも出版されている。

## 特徴
聖書翻訳学者のユージン・ナイダが主張した「動的等価」（Dynamic Equivalence）、すなわち翻訳の際に逐語訳をするのでなく、その言語・文化で分かり易い表現で意訳する方法で、彼がアメリカ聖書協会の翻訳部長を務めた期間に翻訳されて、ハーパーコリンズから出版された。
こうした翻訳方法は当時おもに各国の聖書協会を通して英語以外の他の多くの言語へも応用されて、ナイダは1966年に日本でも講演を行ない、日本聖書協会の「共同訳聖書」の翻訳ではこの影響があったといわれている。

## 参照項目
- 英語訳聖書
- 聖書翻訳で意訳
- グーテ・ナハリヒト・ビーベル（ドイツ語版） - ドイツ語圏のグッドニューズバイブル